# Saint-Marcouf, Manche
Saint-Marcouf är en kommun i departementet Manche i regionen Normandie i norra Frankrike. Kommunen ligger i kantonen Montebourg som tillhör arrondissementet Cherbourg. År 2022 hade Saint-Marcouf 353 invånare.

## Befolkningsutveckling
Antalet invånare i kommunen Saint-Marcouf
| Referens: INSEE |